# Dmytro Browkin
Dmytro Wałerijowycz Browkin, ukr. Дмитро Валерійович Бровкін (ur. 11 maja 1984 we wsi Kukuszkino, w rejonie rozdolneńskim obwodu krymskiego) – ukraiński piłkarz, grający na pozycji napastnika.

## Kariera piłkarska

### Kariera klubowa
Wychowanek Dynama Kijów, barwy którego bronił w juniorskich mistrzostwach Ukrainy (DJuFL). Karierę piłkarską rozpoczął 25 marca 2001 w składzie Dynamo-3 Kijów. Latem 2004 przeszedł do Metalist Charków, w składzie którego 15 lipca debiutował w Wyższej lidze Ukrainy. W rundzie wiosennej sezonu 2004/05 bronił barw Obołoni Kijów. W sezonie 2005/06 występował w Worskłe Połtawa. Latem 2006 wyjechał do Finlandii, gdzie podpisał kontrakt z klubem AC Oulu. Następnego sezonu przeszedł do Zorii Ługańsk, ale na początku 2009 ponownie wyjechał zagranicę, tym razem do Polski, gdzie został piłkarzem trzecioligowego klubu Spartakus Szarowola. Na początku 2010 powrócił do Ukrainy i podpisał kontrakt z klubem Prykarpattia Iwano-Frankiwsk. Na początku 2011 zasilił skład klubu Helios Charków, a w sierpniu 2011 przeszedł do MFK Mikołajów. Latem 2012 przeniósł się do Desny Czernihów. 16 sierpnia 2013 został piłkarzem UkrAhroKoma Hołowkiwka.

### Kariera reprezentacyjna
Występował w młodzieżowej reprezentacji Ukrainy, w której rozegrał 6 meczów i strzelił jednego gola.

## Sukcesy i odznaczenia

### Sukcesy klubowe
- brązowy medalista Pierwszej lihi Ukrainy: 2003